# Црвена река (притока Нишаве)
Црвена река је већа лева притока Нишаве, у општини Бела Паланка у Пиротском управном округу. Извире на 967 m н.в. у подножју Пасарела (1.524 m н.в), истакнутог врха који се налази на месту сучељавања северног и северозападног (главног) венца Суве планине.  У Нишаву се улива на надморској висини од 268 метара, на њеном 56-ом речном километру.

## Назив
До ушћа реке Драгуше Црвена река носи назива Топоничка река, а низводно Црвена река. Назив Црвена река, као и истоимено село Црвена Река, на њеном ушћу у Нишаву, добила је по води обојеној од црвених пешчара и велике количине црвенксастог наноса, који она носи са собом после сваке јаче кише.

## Географске одлике слива
Извор
Црвене реке извире на Сувој планини на 967 m н.в. у подножју Пасарела (1.524 m н.в), доминантног врха који се налази на месту сучељавања северног и северозападног (главног) венца, под називом Топоничка река.
Ушће
Црвене реке се улива у Нишаву као њена лева притока на надморској висини од 268 метара, на њеном 56-ом речном километру. 
Дужина реке и површина и густина речног слива
- Дужина Црвене реке са Топоничком реком  је 16,24 km.
- Површина слива Црвене реке је 92,18 km²
- Густина речне мреже је изнад просека за слив Нишаве и износи 1,63 km/km².[3]

Вегетација
У вишим деловима слива Црвене реке доминимира шумска вегетација, а у нижим пољопривредна вегетација и ниско растиње.
Притоке
У горњем току река прима мали број кратких притока, углавном периодичних токова, дубоко усечених и великог пада речних корита.
У средњем и доњем току Топоничка река прима већи број притока, углавном периодичних (који чине 63% укупне дужине водотокова). Ове притоке Извиру по ободу облука Црвене реке у пермским кластичним седиментима или на њиховом контакту са карбонатним стенама. Токови притока су веће дужине, нарочито на левој долинској страни, и често међусобно паралелни. 
Највеће притоке су:
- Драгуша, у коју се њена највећа притока Ветанска река улива са десне стране непосредне пре ушћа у Топоничку реку.
- Оштри поток,
- Кроз насеље Црвена РекаЈеловица која се улива у селу Топоница
- Козје Слатска река.[3]

### Геоморфологија слива
Слив Црвене реке има карактеристичан амфитеатралан облик који погодује изненадној појави великих вода. Имајући у виду и геолошку подлогу слива коју у
највећем делу чине неотпорни седименти палеозојске и неогене старости, слив је познат по ерозији, нарочито механичкој.
Почетни део Црвене реке под називом Топоничке реке је крашки извор Врело које је смештено у терену сложене геолошке грађе, састављеном од карбонатне стене различите старости, али и појас тријаских конгломерата и пешчара. Изнад Врела стрмо се издиже гребен Суве планине. Правац отицања Топоничке реке на целом њеном току је север—северозапад. Низводно од Топонице речна долина се шири а падови долинских страна ублажавају. Образована је алувијална раван ширине до 200 метара.
У атару села Глоговца Топоничка река се спаја са Драгушом, која се образује од већег броја периодичних токова који извиру углавном на ниском развођу ка Јелашничкој реци.
Низводно од Глоговца речна долина се незнатно проширује, а Црвена река се усекла у плиоценим растреситим седиментима, а алувијална раван се продужава до ушћа у Нишаву.